# توماس روبير بيجو
توماس روبير بيجو دولا بيكونيري (بالفرنسية: Thomas Robert Bugeaud) المعروف بالدوق دي زلي ولد في 15 أكتوبر سنة 1784 بليموج، ومات بباريس (فرنسا) بالكوليرا 10 يونيو سنة 1849.
رقي إلى رتبة ماريشال فرنسا في 31 يوليو 1843. حارب قبل مجيئه إلى الجزائر في إسبانيا وأشتهر هناك بالعنف.

## الماريشال في الجزائر
تولى بيجو الحكم في الجزائر في 29 ديسمبر 1840 إلى 29 يونيو 1847. سلك خلال سنوات حكمه سياسة القهر والعنف والإبادة والتدمير والتهجير والنفي في إطار الحرب الشاملة التي مارسها تجاه الجزائريين.

### سياسته
ارتكزت سياسته في الجزائر على المبادئ التالية:
- آمن بيجو بضرورة توطيد الاستعمار الفرنسي في الجزائر
- ترسيخ الاندماج من خلال القضاء على مقومات المجتمع الجزائري بإحلال المقومات الفرنسية.

ولتطبيق هذه المبادئ والمفاهيم أصدر عدة قوانين قمعية وزجرية جائرة منها قانون مصادرة أراضي وأملاك الثوار إجبارية عقد الأسواق للتبادل التجاري بين الجزائريين والأوروبيين. كذلك انتهج أسلوب حشد الجزائريين في المحتشدات وتجميعهم ومحاصرتهم لمنعهم عن مد أي نوع من المساعدة للثوار. زيادة على تجريد القبائل من محاصيلها الزراعية وأملاكها وتوسيع صلاحيات المؤسسة المعروفة باسم المكاتب العربية وجعلها أداة لتنفيذ سياسته مع الأهالي، وأصدر أوامره بإباحة الحرائق وإتلاف الأرزاق وطرد ونفي قادة الرأي والمشتبه فيهم خارج حدود الجزائر مع ارتكاب المجازر الفظيعة وتسليط العقوبات الجماعية بما في ذلك التغريم الجماعي.
ما قام به بيجو في الجزائر هي أكثر الحلقات دموية في ما سوف يطلق المؤرخون «المدخنة enfumades». ففي باريس، عندما فضح ما قام به «الخنق بالدخان» كهوف الظهرة في جنوب مستغانم. وناي، نجل المارشال ني، بسؤال في مجلس الشيوخ. فأجابه بيجو، الذي اعترف بالمسؤولية، وبرر أفعالة بمقولته: «وهل لي أن أعتبر أن احترام القواعد الإنسانية تجعل الحرب في أفريقيا من المرجح أن يستمر إلى أجل غير مسمى».
في مايو من عام 2011، أي 166 عام بعد المدخنة، اكتشف باحثون جزائريون بقايا عظام بشرية وأقمشة نسائية في مغارة ببلدية نقمارية، دائرة عشعاشة، 80 كيلومترا شرقي عاصمة الولاية مستغانم في منطقة الفراشيح. ويرجح الباحثون أن الاكتشاف هو لقبيلة أولاد رياح التي أبيدت عن بكرة أبيها في 19 جوان 1845. وهي أحد الطرق البشعة المستعملة في ما سمي بالتهدئة في الجزائر "La pacification d'Algérie"

## روابط خارجية
- توماس روبير بيجو على موقع الموسوعة البريطانية (الإنجليزية)
- منظمة الجزائرية للمجاهدين / الماريشال بيجو